# Surveyor 6
Surveyor 6 (z ang. „geodeta”) – misja amerykańskiej bezzałogowej sondy kosmicznej do badań Księżyca.

## Podstawowe wiadomości o misji
- Data startu: 7 listopada 1967 godz. 7:39 GMT, Przylądek Canaveral
- Data lądowania na Księżycu: 10 listopada 1967 godz. 1:01 GMT
- Rejon lądowania: Sinus Medii (Zatoka Środkowa), koordynaty – 0°46′N, 358°63′E (1°37′W)
- Czas trwania podstawowej misji: 35 dni
- Czas działania próbnika: 15 dni
- Data zakończenia misji: 14 grudnia 1967

## Plan przebiegu misji
Lądownik Surveyor 6 umieszczany był na szczycie rakiety klasy Atlas Centaur SLV-3C. Po osiągnięciu orbity, odpalano ostatni człon rakiety, który nakierowywał próbnik na trajektorię lotu w kierunku Księżyca. Na wysokości ok. 3500 km następowało odseparowanie statku od wypalonego członu rakiety, po czym następowała pierwsza faza lądowania. Po osiągnięciu ok. 4 m nad powierzchnią, silniki wyhamowujące miały zostać automatycznie wyłączone, a pojazd miał swobodnie opaść na powierzchnię. Niemobilny próbnik miał za zadanie wykonać przede wszystkim zdjęcia miejsca lądowania. Również po raz pierwszy w tym bezzałogowym programie, statek miał po pewnym czasie zmienić miejsce postoju.

## Konstrukcja próbnika
Konstruktorem statków serii Surveyor była firma Hughes Aircraft. Masa lądownika Surveyor 6 wynosiła 299,6 kg. Wysokość pojazdu mającego wylądować na Księżycu wynosiła 3,3 m, średnica zaś 4,5 m. Konstrukcja statku opierała się na aluminiowym szkielecie, do którego przymocowane były różne urządzenia naukowe (m.in. kamera pokładowa), urządzenia takie zawierały w przypadku tego lądownika także magnetometry, które zainstalowano na końcach talerzowatych podpór, spektrometr oraz analizator fal alfa. Na szczycie szkieletu znajdowały się 2 panele baterii słonecznych o łącznej powierzchni 3 m². Moc tych paneli to 85 watów. Jednak wraz z główną, nieładowalną baterią, pojazd dysponował mocą aż 4096 watów. Pojazd posiadał jedną płaską antenę i dwie małe anteny kierunkowe, a także radar pokładowy. Z uwagi na swoje zastosowanie, pojazd wyposażony został w silniczki wyhamowujące lądowanie, które automatycznie miały wyłączać się na wysokości 3,5 metra nad powierzchnią Księżyca.

## Przebieg misji

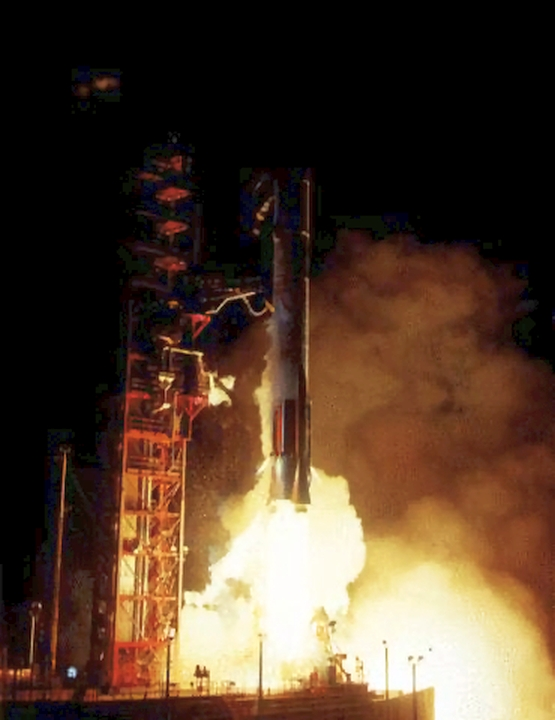
Start rakiety Atlas-Centaur SLV-3C z sondą Surveyor 6 na pokładzie

Surveyor 6 był czwartym, bezzałogowym statkiem amerykańskim, który udanie wylądował na Księżycu. Został wyposażony dokładnie w te same urządzenia co poprzednik – Surveyor 5. Po bezproblemowym przebiegu lotu w kierunku Srebrnego Globu, pojazd skierował się dokładnie ku środkowi widocznej z Ziemi półkuli księżycowej. Celem wyprawy była bowiem Zatoka Środkowa (Sinus Medii), czyli rejon, w którym nie tak dawno roztrzaskał się Surveyor 4, a który to rejon brano pod uwagę jako jedno z pierwszych potencjalnych, rozpatrywanych lądowisk dla misji załogowych. Miejsce lądowania Surveyora 6 było dość płaskie, jednakże bardzo silnie zryte kraterami i w przeciwieństwie do poprzednich lądowisk – gęsto usiane dużymi kamieniami.
Lądownik osiadł dokładnie w zagłębieniu, przy wewnętrznej krawędzi niedużego krateru, około 200 metrów od krawędzi wznoszącego się na ok. 30 metrów łańcucha wzgórz bezpośrednio sąsiadujących z Sinus Medii. Wkrótce po wylądowaniu próbnik rozpoczął przesyłać na Ziemię serie danych, w tym doskonałej jakości zdjęcia panoramiczne okolicy lądowania. Niektóre z nich są szczególnie interesujące, bowiem pokazują wyraźną granicę „morza” i „lądu” księżycowego. Surveyor 6 działał w zasadzie tylko przez pierwszy dzień księżycowy (czyli do 24 listopada 1967). Jak na jeden dzień prac na Księżycu, lądownik wykazał się zdecydowanie największą aktywnością z dotychczas zrealizowanych prac w ciągu takiego przedziału czasowego. W tym okresie przesłał na Ziemię 29 952 zdjęcia, a przez około 30 godzin przesyłał dane dotyczące analiz chemicznych i mechanicznych gruntu.
Misję Surveyor 6 wyróżniło jedno szczególne doświadczenie – naukowcy postanowili po raz pierwszy w historii bezzałogowych badań Księżyca, przemieścić lądownik o kilka metrów względem jego pierwotnej pozycji jaką osiągnął po wylądowaniu dnia 10 listopada. Celem takiego manewru był ponowny pomiar dynamiki gruntu podczas lądowania, sprawdzenie ilości wzbitego pyłu, wywołanie sztucznej erozji i sprawdzenie stopnia trudności wzbijania się pojazdu z powierzchni. W efekcie pojazd wzbił się na wysokość 4 m i przemieścił dokładnie 2,5 m względem pozycji początkowej, wykonując tym samym swoisty skok (z ang. Surveyor’s hop). Pozwoliło to wykonać lądownikowi doskonałe zdjęcia początkowego miejsca lądowania i sporządzenie oceny zakłóceń w strukturze gruntu podczas manewru głównego lądowania sondy.
Dnia 24 listopada sonda przeszła w tryb uśpienia na okres księżycowej nocy, dnia 14 grudnia nawiązano z nią kontakt, jednakże urządzenia pokładowe nie pozwoliły już na pozyskanie danych naukowych.

## Efekty misji
Surveyor 6 kontynuował pracę Surveyora 5, na Ziemię przesłał dużo większą liczbę zdjęć od swego poprzednika, co tym bardziej poprawiło wydajność misji tego programu. Ponadto dzięki niezwykłemu doświadczeniu z przemieszczeniem aparatury naukowej, misja dostarczyła jeszcze bardziej interesujących danych, zwłaszcza w zakresie dynamiki powierzchni Srebrnego Globu.